# Anika Lehmann

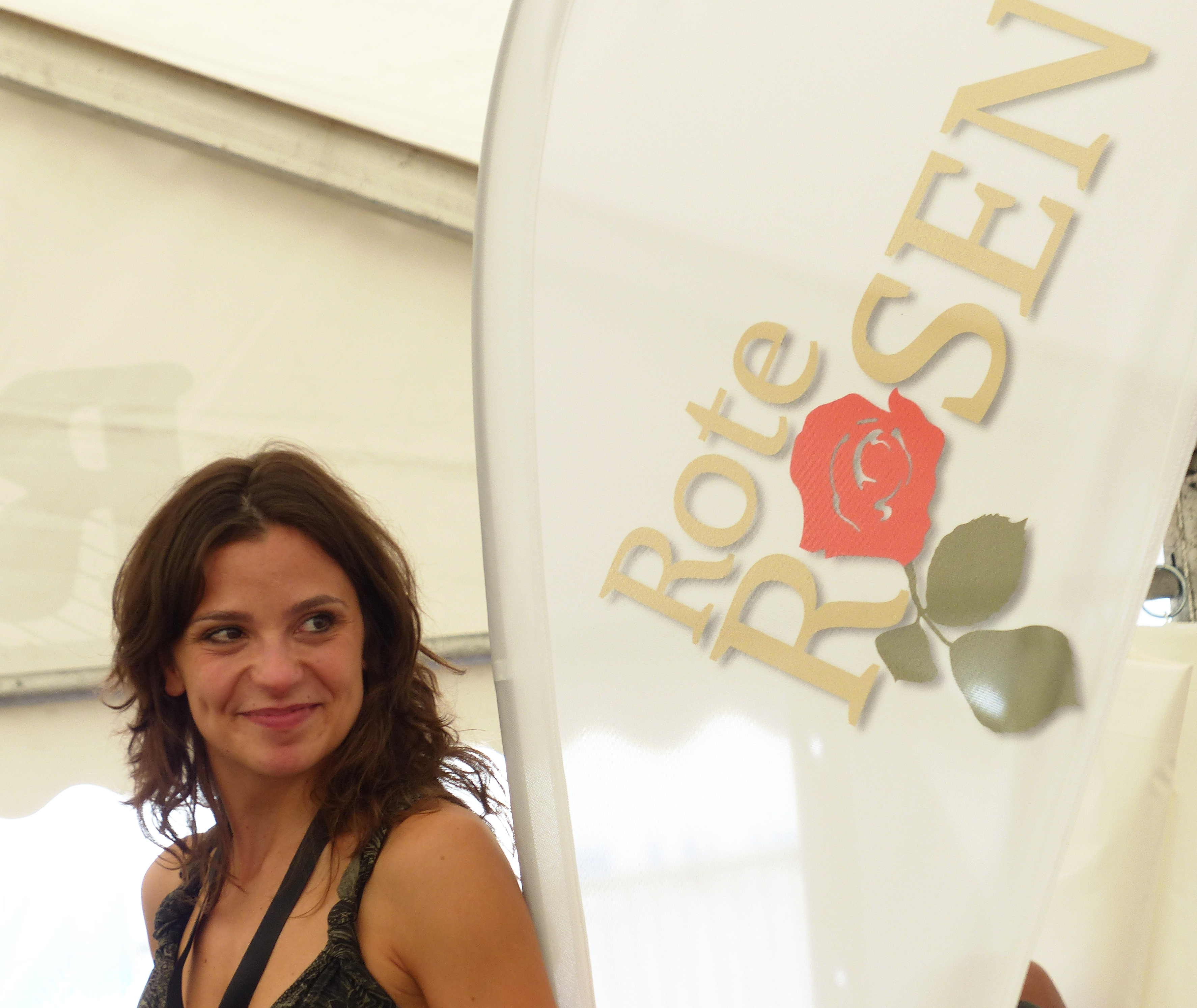
Anika Lehmann (2013)

Anika Lehmann (* 15. August 1985 in Berlin) ist eine deutsche Schauspielerin, Entertainerin, Sängerin, Musicaldarstellerin sowie Sprecherin.

## Leben
Lehmann begann als Kind ihre Karriere als Schauspielerin. Ab 7 Jahren spielte, sang und tanzte sie u. a. in Peter Pan, Schneewittchen und anderen Stücken. Bis 2007 absolvierte sie ihr Studium an der Folkwang Universität der Künste in Essen und bildete sich in Los Angeles weiter.
Ab 2005 wurde sie durch verschiedene Rollen bekannt: Als „Hamburgs schöne Buhlschaft“ im Jedermann, als „Eliza Doolittle“ in My Fair Lady, an der Seite von Gustav Peter Wöhler in Anatevka, als russische Seherin „Nadesha“ bei den Störtebeker-Festspielen sowie als „Jessica Höfel“ in Frau Müller muss weg am Winterhuder Fährhaus.
Im Fernsehen übernahm sie eine Reihe von TV-Rollen: z. B. in Einsatz in Hamburg, Alles was zählt, Heiter bis tödlich: Morden im Norden, Notruf Hafenkante und in dem Film Ein weites Herz – Schicksalsjahre einer deutschen Familie.
Vom 18. Juni 2013 (Folge 1515) bis zum 16. Mai 2014 (Folge 1725) war Lehmann in der ARD-Telenovela Rote Rosen als Weltenbummlerin und Sommeliére „Rieke Friedrichs“ zu sehen. Des Weiteren drehte sie für SOKO Wismar, Inga Lindström und diverse Webserien.
Lehmann übernahm Hauptrollen in Musicals wie Marie Antoinette und Dracula. Außerdem arbeitet sie als Sängerin und Sprecherin für diverse Projekte und war Synchronsprecherin u. a. für die Rolle der „René“ in der deutschen Synchronfassung der dänischen Serie The Legacy.
Sie ist und war u. a. in Werbespots der Deutschen Bahn, im Kinospot für Aktion Mensch sowie Naturefund zu sehen, außerdem in Musikvideos von Milk & Sugar sowie der Band Unheilig.
Lehmann ist Patin des SOS-Kinderdorfs sowie der NCL-Stiftung. Außerdem nahm sie an Veranstaltungen wie dem „Bundesweiten Vorlesetag“, „Hamburg wird pink“ oder dem „Hilfetelefon“ teil.
Lehmann spricht fließend Englisch, Spanisch und etwas Italienisch. Sie lebt in Berlin und Los Angeles.

## Filmografie (Auswahl)
- 2011: Neon Schwarz (Abschlussfilm), Regie: Bernd Güssbacher
- 2012: Unheilig – Lichter der Stadt (Musikvideo, Regie: Markus Gerwinat)
- 2012: Morden im Norden – Das Horn von Lübeck (ZDF, Regie: John Delbridge)
- 2012: Notruf Hafenkante: Mäggy und der göttliche Plan (ZDF, Regie: Samira Radsi)
- 2013: Ein weites Herz – Schicksalsjahre einer deutschen Familie (ZDF, Regie: Thomas Berger)
- 2013: Alles was zählt (RTL, Regie: Frank Fabisch)
- 2013: Einsatz in Hamburg – Mord an Bord (ZDF, Regie: Carlo Rola)
- 2014: Streifendienst (Kurzfilm, Regie: Janco Christiansen)
- 2013–2014: Rote Rosen (durchgehende Hauptrolle, ARD, Regie div., u. a.: Ralph Bridle, Patrick Caputo)
- 2014: Schmidt – Komm steig mal aus (Musikvideo, Regie: Janco Christiansen)
- 2015: Kumbaya! (Alex, Tide & Internet, Webserie, Regie: Janco Christiansen)
- 2017: Gut Holz (Webserie, Regie: Janco Christiansen)
- 2016: Aktion Mensch (Werbefilm, Regie: Jan Hinrik Drevs)
- 2017, 2022: SOKO Wismar (ZDF)
- 2018: Berlin GainZ (Webserie, Regie: Matthias Ludwig)
- 2019: Schwiegermutter (Abschlussfilm, Regie: Max Carus)
- 2019: Lex Office (Werbefilm, Regie: Daniel Becker)
- 2019: Mr. White (Teaserdreh, Regie: Max Carus)
- 2020: Inga Lindström – Feuer und Glas (ZDF, Regie: Oliver Dieckmann)
- 2021: The Voice of Germany (Blind Auditions, Staffel 11)
- 2022: Geschlossene Gesellschaft – Schauspielende im Fegefeuer (Regie: Lukas Benjamin)
- 2023: Gute Zeiten, schlechte Zeiten (RTL, Regie: Clemens Löhr u. a.)
- 2023–2024: Human Diary, Regie: Elmar Hess, (Ausstellungen & Museen)
- 2024: Push (ZDF Neo, Regie: Katja Benrath und Mia Maariel Meyer)

## Theater (Auswahl)
- 2006: Bat Boy, Rolle: Shelley (Stadttheater Minden)
- 2007–2008: Dracula, Doppelrolle: Adriana, Sandra (Volkstheater Rostock)
- 2008: My Fair Lady, Rolle: Eliza Doolittle (Theater Bonn)
- 2008–2009: Marie-Antoinette, Rolle Marie-Antoinette & Ensemble (Theater Bremen)
- 2009–2010: Versprochen, Rolle: Dramaqueen (Theaterschiff Hamburg)
- 2010–2011: Hamburger Jedermann, Rolle: Buhlschaft (Theater in Speicherstadt, Hamburg)
- 2011: Anatevka, Rolle: Zeitel (St. Pauli Theater, Hamburg)
- 2011–2012: Zur Mittagsstunde, Rolle: Gigi (Kammerspiele Hamburg)
- 2013–2014: Anatevka, Rolle: Zeitel (St. Pauli Theater, HH & Gastspiele: Luxemburg, Festspiele Recklinghausen)
- 2014–2015: Frau Müller muss weg, Rolle: Jessica Höfel (Winterhuder Fährhaus)
- 2015: Störtebeker-Festspiele – Aller Welt Feind, Rolle: Nadeshda
- 2016–2018: Frau Müller muss weg, Rolle: Jessica Höfel (Winterhuder Fährhaus, HH & Eduard-von-Winterstein Theater)
- 2018–2019: Menschen, Ämter, Katastrophen (Theater Stachelschweine, Berlin)
- 2018–2019: Kann man mit Männern Urlaub machen (Theater Stachelschweine, Berlin)
- 2018–2019: Cabaret, Rolle: Sally Bowles (Eduard-von-Winterstein Theater)
- 2021: Nosferatu, Rolle: Greta Schröder (Theatersommer Wismar)
- 2021–2024: Pasta e Basta, Rolle: Mina Mia (on Tour in Deutschland, Produktion: Hamburger Kammerspiele)
- 2022–2025: Alter Schwede, Rolle: Doreen (Sommer-OpenAir der Comödie Dresden, seit 2023 im Haus der Comödie Dresden)

## Auszeichnungen (Auswahl)
- Gut Holz gewinnt beim Seoul Web Fest (2017)
- Männerbeschaffungsmaßnahmen gewinnt den Hessischen Theaterpreis (2017)
- Elegies gewinnt Best Musical, Broadwayworld Germany Awards (2018)
- Gut Holz gewinnt den Zuschauerpreis beim Sicily Web Festival (2018)